# Festivalul Stonehenge

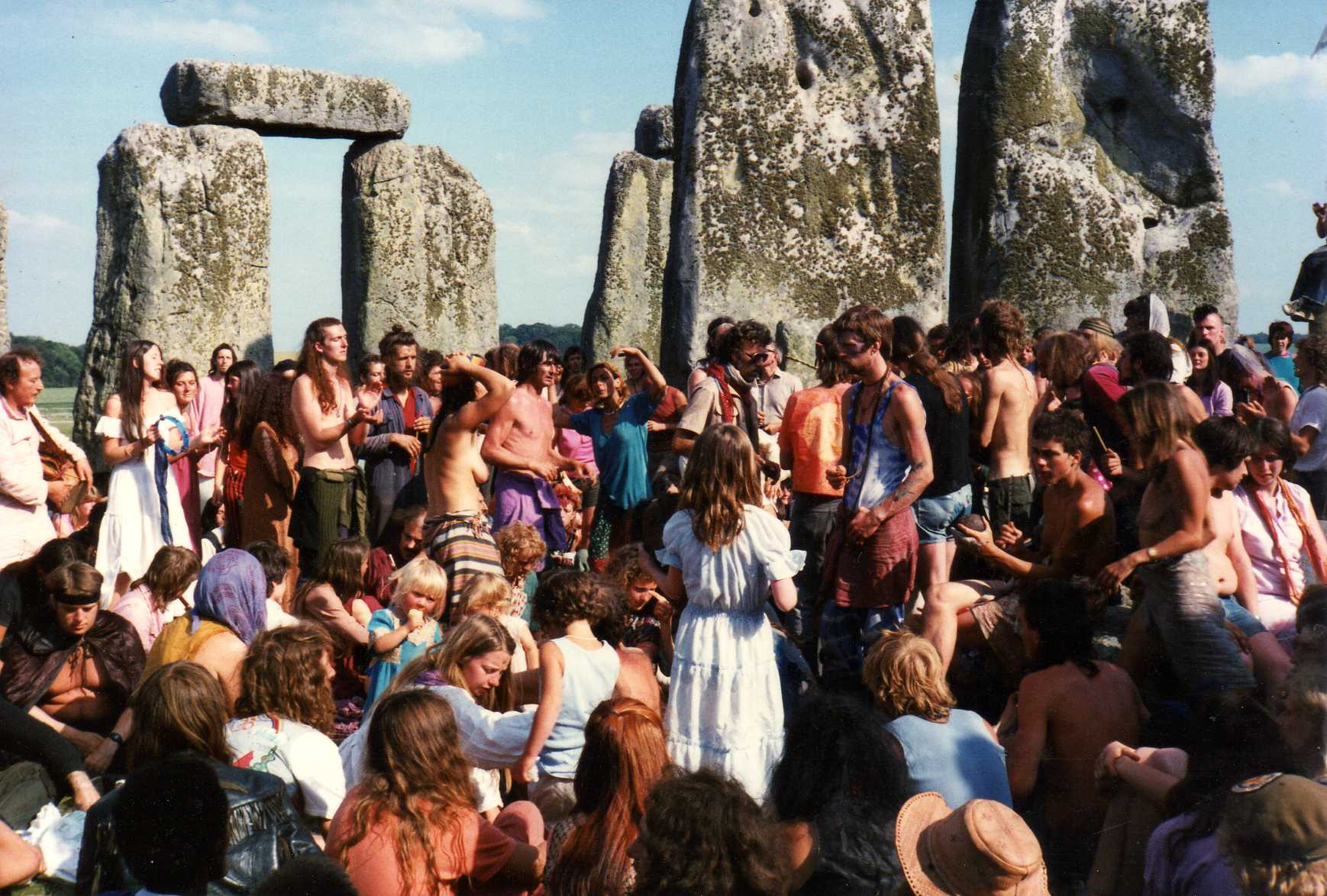
Festivalul din 1984.

Festivalul de la StoneHenge este un festival britanic care a avut loc la Stonehenge, în Anglia, între 1972 și 1984 în luna iunie și culmina în solstițiul de vară în data de 21 iunie. Festivalul era o celebrare a culturilor alternative variate. The Tibetan Ukrainian Mountain Troop, The Tepee People, Circus Normal, the Peace Convoy au fost călători și Wallys au fost importanți asistenți ai contraculturii.
Scena a găzduit multe trupe printre care și Hawkwind, Gong, Doctor and the Medics, Flux of Pink Indians, Buster Blood Vessel, Omega Tribe, Crass, Selector, Dexys Midnight Runners, Thompson Twins, The Raincoats, Brent Black Music Co-op, Amazulu, Wishbone Ash, Man, Benjamin Zephaniah, Inner City Unit, Here and Now, Cardiacs, The Enid, Roy Harper, Jimmy Page and Zorch, care toate au cântat gratuit. 

## Istorie
Festivalul Stonehenge a apărut ca cel mai important festival, atât după suprimările violente ale festivalului de la Windsor din august 1974, cât și din lipsa succesului în găsirea unui loc permanent pentru festivalul al Oamenilor după Watchfield 1975. 

## Spirit
Până în anii '80 festivalul a crescut să fie un eveniment major, adunând până la 65000 persoane în anul 1984. Deși rapoartele scurte sunt singurele date care au fost găsite în presă cu referire la festival. De când festivalul a fost aliat apropiat cu Gastonbury. În anul 1981 a fost un festival care a meritat ținut minte vremea perfectă, alinierea fantastică a trupelor, a fost listat ca cel mai bun festival gratuit din lume în acel an. Unele din trupele care au cântat aici au luat o pauză de la turneele lor pentru a cânta la acest festival, ceea ce a dat ocazia miilor de oameni care nu și-au permis biletul la festivalele Reading sau Glastonbury să aibă o celebrare a verii spectaculoasă. 
În anul 1981 lista trupelor care au cântat i-a inclus pe cei de la Red Ice, Selector, Theatre of hate, Sugar Minott, Doll by Doll, Thompson Twins, Night Doctor, Merger, Androids of Mu, Deaf Aids, Killerhertz, The Raincoats, Thandoy, Foxes and Rats, ICU Lightning Raiders, Psycho Hampster, Misty in Roots, Andy Allens future, Inner Visions, Red Beat, Man to Man Triumphant, Stolen Pets, Seeds of Creation, Coxone Sound System Black Widow, Here and Now, Hawkwind, Steel and Skin, The Lines, Play Dead, Cauldron, Lighting by Shoe, Flux of Pink Indians, The Mob, Treatment, Popular History of Signs, The Wystic Mankers, Elsie Steer și Cosmic Dave. 

## Conflictul
Atendenții festivalului erau priviți ca fiind hipioți (și unii se auto-descriau ca fiind hipioti) de publicul larg din Marea Britanie. Aceasta, împreună cu consumul și vânzarea de droguri au contribuit la creșterea restricțiilor accesului în Stonehenge și au fost înălțate garduri în jurul pietrelor în anul 1977. În același an, poliția a repus în circulație o lege împotriva condusului pe iarbă pentru a putea amenda orice mijloc de transport a persoanelor de la festival. Totuși, până în 1984 relațiile poliție-festival s-au mai relaxat : doar o prezență nominală a poliției în parcul de parcare. În dimineața solstițiului oamenii s-au așezat pe pietre și au oferit poliției „țigările” lor, dar au fost refuzați politicos. Semnificația Stonehenge-ului a fost contestată istoric, și această perspectivă a fost dramatic continuată în 1985 când curțile de justiție engleze au interzis festivalul în acest loc. Această hotărâre a apărut atât de târziu încât nu toți participanții la festival au aflat și câteva sute din ei au încercat să sfideze legea și să meargă la Stonehenge. 